# Gerhard von Loewenich
Gerhard von Loewenich (* 18. Februar 1929 in Nürnberg; † 9. August 2017) war ein deutscher Staatssekretär.

## Leben
Gerhard von Loewenich entstammte einem niederrheinischen Rittergeschlecht, das ab dem 17. Jahrhundert durch die Tuchproduktion zu neuem Ansehen gelangte. Sein Ururgroßvater Bartholomäus von Loewenich (1779–1830), Stammvater der fränkischen Linie der Familie, hatte 1811 eine Firmenfiliale für Rauchtabak in Erlangen begründet und bezog das später als Loewenichsches Palais betitelte Erlanger Haus, heute ein Kunstmuseum. Gerhard von Loewenich war der älteste Sohn eines Militärpfarrers, der in Stalingrad ums Leben kam. Er war Bruder des bayerischen Landesbischofs Hermann von Loewenich, Neffe des Kirchenhistorikers Walther von Loewenich und Cousin ersten Grades des Neonatologen Volker von Loewenich.
Nach dem Abitur studierte Gerhard von Loewenich Rechtswissenschaft in Erlangen. Die beiden Staatsexamen legte er 1953 und 1957 ab. Nach verschiedenen Tätigkeiten in Justiz und Verwaltung, u. a. im Bayerischen Innenministerium und als wissenschaftlicher Hilfsarbeiter beim Bundesverfassungsgericht, wechselte er 1966 in das Bundesinnenministerium in Bonn.
Bis zum Antritt der sozialliberalen Regierung 1969 war er im Ministerbüro des damaligen Innenministers Ernst Benda tätig.
Von 1982 bis 1994 war er Staatssekretär im damaligen Bundesbauministerium. Loewenich war Mitglied der CDU. 2013 wurde er für seine 60-jährige Mitgliedschaft geehrt.